# لشکر نود و ششم پیاده‌نظام (ورماخت)
لشکر ۹۶ام پیاده‌نظام (آلمانی: 96. Infanterie-Division) از لشکرهای وابسته به آلمان نازی در جنگ جهانی دوم بود.این لشکر در ۲۵ سپتامبر ۱۹۳۹ در برگن در نزدیکی تسله به وجود آمد.

## فرماندهان
- اروین فیرو (۲۵ سپتامبر ۱۹۳۹ - ۵ اوت ۱۹۴۰)
- وولف شده (۵ اوت ۱۹۴۰ - ۱۰ آوریل ۱۹۴۲)
- یواخیم فرایهر فون اشلاینیتس (۱۰ آوریل - ۶ اکتبر ۱۹۴۲)
- فردیناند نولدشن (۹ اکتبر ۱۹۴۲ - ۲۸ ژوئن ۱۹۴۳)
- ریشارد ویرتس (۲۸ ژوئیه - ۳۰ نوامبر ۱۹۴۳)
- ورنر دورکینگ (۱ سپتامبر - ۱۱ سپتامبر ۱۹۴۴)
- ریشارد ویرتس (۳ اکتبر - ۱۰ نوامبر ۱۹۴۴)
- هرمان هارندورف (۱ دسامبر ۱۹۴۴ - ۸ مه ۱۹۴۵)